# Gran Premio d'Olanda 1961
Il Gran Premio d'Olanda 1961 si è svolto domenica 22 maggio 1961 sul circuito di Zandvoort. La gara è stata vinta da Wolfgang von Trips su Ferrari seguito dal compagno di squadra Phil Hill e da Jim Clark su Lotus.

## Qualifiche
| Pos | N° | Pilota                  | Auto          | Squadra                    | Tempo  | Distacco |
| --- | -- | ----------------------- | ------------- | -------------------------- | ------ | -------- |
| 1   | 1  | Phil Hill               | Ferrari       | Scuderia Ferrari SpA SEFAC | 1:35.7 | -        |
| 2   | 3  | Wolfgang von Trips      | Ferrari       | Scuderia Ferrari SpA SEFAC | 1:35.7 | -        |
| 3   | 2  | Richie Ginther          | Ferrari       | Scuderia Ferrari SpA SEFAC | 1:35.9 | +0.2     |
| 4   | 14 | Stirling Moss           | Lotus-Climax  | RRC Walker Racing Team     | 1:36.1 | +0.4     |
| 5   | 4  | Graham Hill             | BRM-Climax    | Owen Racing Organisation   | 1:36.3 | +0.6     |
| 6   | 7  | Dan Gurney              | Porsche       | Porsche System Engineering | 1:36.4 | +0.7     |
| 7   | 10 | Jack Brabham            | Cooper-Climax | Cooper Car Company         | 1:36.6 | +0.9     |
| 8   | 5  | Tony Brooks             | BRM-Climax    | Owen Racing Organisation   | 1:36.8 | +1.1     |
| 9   | 12 | John Surtees            | Cooper-Climax | Yeoman Credit Racing Team  | 1:36.8 | +1.1     |
| 10  | 17 | Masten Gregory          | Cooper-Climax | Camoradi International     | 1:36.8 | +1.1     |
| 11  | 15 | Jim Clark               | Lotus-Climax  | Team Lotus                 | 1:36.9 | +1.2     |
| 12  | 6  | Jo Bonnier              | Porsche       | Porsche System Engineering | 1:37.1 | +1.4     |
| 13  | 9  | Hans Herrmann           | Porsche       | Ecurie Maarsbergen         | 1:38.0 | +2.3     |
| 14  | 18 | Ian Burgess             | Lotus-Climax  | Camoradi International     | 1:38.0 | +2.3     |
| 15  | 11 | Bruce McLaren           | Cooper-Climax | Cooper Car Company         | 1:38.2 | +2.5     |
| 16  | 16 | Trevor Taylor           | Lotus-Climax  | Team Lotus                 | 1:39.5 | +3.8     |
| 17  | 8  | Carel Godin de Beaufort | Porsche       | Ecurie Maarsbergen         | 1:39.8 | +4.1     |

## Gara
I risultati del GP sono stati i seguenti:
| Pos | N° | Pilota                  | Costruttore/Motore | Giri | Tempo/Ritiro         | Griglia | Punti |
| --- | -- | ----------------------- | ------------------ | ---- | -------------------- | ------- | ----- |
| 1   | 3  | Wolfgang von Trips      | Ferrari            | 75   | 2:01:52.1            | 2       | 9     |
| 2   | 1  | Phil Hill               | Ferrari            | 75   | +0.9                 | 1       | 6     |
| 3   | 15 | Jim Clark               | Lotus-Climax       | 75   | +13.1                | 11      | 4     |
| 4   | 14 | Stirling Moss           | Lotus-Climax       | 75   | +22.2                | 4       | 3     |
| 5   | 2  | Richie Ginther          | Ferrari            | 75   | +22.3                | 3       | 2     |
| 6   | 10 | Jack Brabham            | Cooper-Climax      | 75   | +1:20.1              | 7       | 1     |
| 7   | 12 | John Surtees            | Cooper-Climax      | 75   | +1:26.7              | 9       |       |
| 8   | 4  | Graham Hill             | BRM-Climax         | 75   | +1:29.8              | 5       |       |
| 9   | 5  | Tony Brooks             | BRM-Climax         | 74   | +1 giro              | 8       |       |
| 10  | 7  | Dan Gurney              | Porsche            | 74   | +1 giro              | 6       |       |
| 11  | 6  | Jo Bonnier              | Porsche            | 73   | +2 giri              | 12      |       |
| 12  | 11 | Bruce McLaren           | Cooper-Climax      | 73   | +2 giri              | 15      |       |
| 13  | 16 | Trevor Taylor           | Lotus-Climax       | 73   | +2 giri              | 16      |       |
| 14  | 8  | Carel Godin de Beaufort | Porsche            | 72   | +3 giri              | 17      |       |
| 15  | 9  | Hans Herrmann           | Porsche            | 72   | +3 giri              | 13      |       |
| NP  | 17 | Masten Gregory          | Cooper-Climax      |      | Iscritto con riserva | 10      |       |
| NP  | 18 | Ian Burgess             | Lotus-Climax       |      | Iscritto con riserva | 14      |       |

## Statistiche

### Piloti
- 1ª vittoria per Wolfgang von Trips
- 1º giro più veloce per Jim Clark

### Costruttori
- 31° vittoria per la Ferrari
- 50º Gran Premio per la Cooper

### Motori
- 31ª vittoria per il motore Ferrari

### Giri al comando
- Wolfgang von Trips (1-75)

## Classifiche Mondiali

### Piloti
| Pos | Pilota             | Punti |
| --- | ------------------ | ----- |
| 1   | Stirling Moss      | 12    |
|     | Wolfgang von Trips | 12    |
| 3   | Phil Hill          | 10    |
| 4   | Richie Ginther     | 8     |
| 5   | Jim Clark          | 4     |
| 6   | Dan Gurney         | 2     |
| 7   | Bruce McLaren      | 1     |
|     | Jack Brabham       | 1     |

### Costruttori
| Pos | Team          | Punti |
| --- | ------------- | ----- |
| 1   | Ferrari       | 14    |
| 2   | Lotus-Climax  | 12    |
| 3   | Porsche       | 2     |
|     | Cooper-Climax | 2     |